# جی. فرانک گلندون
جی. فرانک گلندون (انگلیسی: J. Frank Glendon؛ ‏ ۲۵ اکتبر ۱۸۸۶ – ۱۷ مارس ۱۹۳۷) بازیگر اهل ایالات متحده آمریکا بود.
از فیلم‌هایی که وی در آن‌ها نقش داشته‌است، می‌توان به ترفندها،‌ غول آدم‌خوار و روزنه امید اشاره نمود.